# Nikkō Wakiōkan
Le Nikkō Wakiōkan (日光脇往還) est une route secondaire construite durant l'époque d'Edo pour relier Hachiōji à Nikkō. La route s'étend sur environ 160 km et s'appelle Nikkōdō en différents endroits. Comme c'est une route alternative au Nikkō Kaidō, les autres noms sont Nikkō Wakikaidō, Nikkō Hinoban Kaidō, Sennindōshin Kaidō, Hachiōji Kaidō et Tatebayashidō.

## Stations du Nikkō Wakiōkan
Liste des 22 stations du Nikkō Wakiōkan avec le nom des municipalités modernes. La route court simultanément avec le Nikkō Reiheishi Kaidō commençant à Sano-juku et le Mibudōri (壬生通り) commençant à Niregi-juku.

### Tokyo
1. Haijima-juku (拝島宿) (Akishima)
2. Hakonegasaki-juku (箱根ヶ崎宿) (Mizuho, district de Nishitama)

### Préfecture de Saitama
3. Nihongi-juku (二本木宿) (Iruma)
4. Ōgimachiya-juku (扇町屋宿) (Iruma)
5. Kurosu-juku (黒須宿) (Iruma)
6. Takahagi-juku (高萩宿) (Hidaka)
7. Sakado-juku (坂戸宿) (Sakado)
8. Takasaka-juku (高坂宿) (Higashimatsuyama)
9. Matsuyama-juku (松山宿) (Higashimatsuyama)
10. Fukiage-shuku (吹上宿) (Kōnosu)
11. Oshi-juku (忍宿) (Gyōda)

### Préfecture de Gunma
12. Kawamata-juku (川俣宿) (Meiwa, district d'Ōra)
13. Tatebayashi-juku (館林宿) (Tatebayashi)

### Préfecture de Tochigi
14. Sano-juku (佐野宿) (Sano)
15. Tomida-juku (富田宿) (Tochigi)
16. Tochigi-juku (栃木宿) (Tochigi)
17. Kassenba-juku (合戦場宿) (Tochigi)
18. Kanasaki-juku (金崎宿) (Tochigi)
19. Niregi-juku (楡木宿) (Kanuma)
20. Kanuma-juku (鹿沼宿) (Kanuma)
21. Fubasami-juku (文挟宿) (Nikkō)
22. Imaichi-juku (今市宿) (Nikkō)

## Source de la traduction
- (en) Cet article est partiellement ou en totalité issu de l’article de Wikipédia en anglais intitulé « Nikkō Wakiōkan » (voir la liste des auteurs).